# Afrodita (personaje)
Afrodita es un personaje de las series de televisión Hercules: The Legendary Journeys (conocida en España como Hércules: Sus viajes legendarios y en Hispanoamérica como Hércules: Los viajes legendarios) y Xena: la princesa guerrera. Está interpretado por la actriz estadounidense Alexandra Tydings.

## Descripción General
Afrodita es la Diosa del Amor, tanto en Xena: la princesa guerrera, como en Hercules: The Legendary Journeys. Afrodita inspira amor y pasión a los hombres, mientras que su hermano Ares, su antítesis, estimula la guerra y el conflicto. A pesar de estos valores contrarios, Ares y Afrodita son aliados y buenos amigos. Afrodita es retratada como una rubia tonta y una niña mimada y vanidosa. Es bienintencionada y amable, y muy amiga de Gabrielle. Va vestida prácticamente de lencería y siempre descalza. Está casada con el dios Hefesto pero, al contrario que en la mitología, mantienen una relación feliz.

## Poderes y habilidades
Afrodita posee la mayor parte de los poderes de un dios como la inmortalidad o la capacidad de teletransportarse. También posee algo de fuerza y la habilidad de volar y cambiar su apariencia. Como maestra del amor, la lujuria y el deseo tiene el poder característico de despertar amor sentimental y carnal en dioses y mortales. Las únicas diosas inmunes a este efecto son Atenea, Artemisa y Hestia. Además podía cegar la vista si alguien la veía desnuda.